# 1. FC Union Solingen
Maillots
Le 1. Fußball-Club Union Solingen 97 e.V. était un club allemand de football localisé à Solingen en Rhénanie-du-Nord-Westphalie.
Ce club fut reconstitué en 1990 sous l'appellation 1. FC Union Solingen, après que le club précédent (SG Union Solingen) eut été déclaré en faillite. En juin 2010, le club se retrouva de nouveau en situation d'insolvabilité. Les joueurs de l'équipe 1 furent transférés.
La localité de Solingen est mondialement connue pour son industrie de fabrication de couteaux et de lames. Depuis le Moyen Âge, elle est surnommée la Ville des Lames.

## Histoire
De nombreux clubs furent créés dans la localité et ses environs. Le plus ancien remonte à 1897. Au fil du temps, de nombreuses fusions et/ou associations intervinrent entre différents cercles. Citons le Ohligs FC 06, le VfR Ohligs, le Walder Ballspielverein ou encore le BV Adler Ohligs.
Un des prédécesseurs les plus prestigieux fut le VfR Ohligs qui évolua une saison dans la Gauliga Niederrhein.
Tous les clubs qui existaient encore furent dissous, par les Alliés, en 1945, comme tous les clubs et associations allemands (voir Directive n°23). Rapidement les anciens cercles furent reconstitués: FC Ohligs, VfR Ohligs, VfL Ohligs et VfL Wald. 
En vue de la saison 1947-1948, le FC Ohligs accéda à la Landesliga Niederrhein, à l’époque niveau 2 de la hiérarchie juste en dessous de l’Oberliga West. À la fin de la saison suivante, cette ligue fut ramenée de 3 à 2 groupes et devint le niveau 3, à la suite de la création de la 2. Oberliga West un étage au-dessus. Au même ce moment, le FC Ohligs, VfR Ohligs et le VfL Ohligs fusionnèrent pour former le SC Union Ohligs. L’équipe fusionnée prit place en 2. Oberliga West, Groupe 2.
Le club joua trois championnats en bas de tableau puis, en fin d’exercice 1951-1952, la ligue fut réduite à une seule série. Ohligs fut relégué vers la Landesliga (niveau 3) qui repassait de 2 à 3 groupes. Le club intégra le Groupe 1. Lors des trois saisons suivantes, l’équipe termina successivement 4e, 3e puis 2e. Mais en 1956, il se classa que 8e et recula au niveau 4, car les trois groupes de la Landesliga Niederrhein furent remplacés par l’Amateurliga Niederrhein (en une seule série et clubs).
Le SC Union Ohligs remonta au 3e niveau en vue du championnat 1962-1963. Il y joua deux saisons puis redescendit.
L’apparition suivante de l’Union Ohligs en Amateurliga Niederrhein eut lieu en 1969. Au terme de la saison 1972-1973, le club remporta le titre et gagna le droit de monter en Regionalliga West, la division 2 de l’époque. Durant ce qui fut la dernière saison d’existence de cette ligue, le club prit le nom de Olympia SC Solingen au printemps, puis lors de l’été suivant il fusionna avec le VfL Wald pour former le Sportgemeinde Union Solingen ou SG Union Solingen. 15e au classement final, le club ne fut pas retenu pour faire partie de la 2. Bundesliga qui était instaurée pour la saison suivante.
En 1974-1975, SG Union Solingen prit part à la compétition de niveau 3, dont la ligue avait pris le nom de Verbandsliga Niederrhein. Le club en conquit le titre et se qualifia pour le tour final de promotion. Terminant 2e derrière le SV Bayer 04 Leverkusen mais devant le SV Arminia Hannover, Union Solingen monta en 2. Bundesliga, Groupe Nord. En 1981, le club termina 6e zet fut retenu pour rester en Division 2 alors que celle-ci était ramenée à une seule série à partir de la saison suivante.
SG Union Solingen resta en 2. Bundesliga jusqu’au terme de la saison 1988-1989, moment où, classé dernier, le club fut relégué en Oberliga Nordrhein.
En fin d’année 1989, il apparut clair que le club ne survivrait pas à son endettement. Il fut déclaré en faillite en début d’années 1990. Le 21 mai de la même année, le cercle fut reconstitué sous la dénomination de 1. FC Union Solingen 1990. Sous ce nom, le club qui n’avait pas été en mesure de bâtir une équipe suffisamment compétitive termina une nouvelle fois à la dernière place. Il descendit en Verbandsliga Niederrhein (niveau 4).
Après quatre saisons, le 1. FC Union Solingen remporta le titre de Verbandsliga Niederrhein et accéda à l’Oberliga Nordrhein. En termes de hiérarchie, le club restait au niveau 4 car l’instauration des Regionalliga, au 3e étage de la pyramide du football allemande fit reculer d’un rang toutes les ligues inférieures. Le cercle parvint à se maintenir une saison puis fut relégué en 1996.
Deux saisons plus tard, le cercle plongea en Landesliga Niederrhein (niveau 6). Il en fut vice-champion en 1999-2000 réintégra la Verbandsliga Niederrehein. Le 1. FC Union conquit le titre 2002 et remonta en Oberliga Nordrhein
Après avoir passé cinq saisons au 4e niveau, le cercle retourna en Verbandsliga Niederrhein. Peu avant la fin de cette saison-là, le 22 février 2007, la direction du club demanda d’entamer une procédure d’insolvabilité. C’était la 3e fois dans l’histoire du club que le fait se produisait. Mais quelques semaines plus tard, la procédure fut arrêtée et la faillite évitée.
À partir de la saison 2008-2009, le club fut l’objet de nombreuses disputes et litiges internes entre le Comité de direction et les responsables sportifs. La situation se compliqua encore davantage quand, au terme de la compétition 2009-2010, le club bascula en Landesliga (niveau 7 à la suite de la création de la 3. Liga deux ans plus tôt).
Le 29 juin 2010, le club déposa une nouvelle demande d’insolvabilité et retira son équipe première du championnat. Un calme relatif revint entre les différentes composantes du club. Une grande partie des joueurs fut transférée vers le BSC Aufderhöhe (un club jouant en Bezirksliga, niveau 8) et qui dans le langage populaire prit le nom de BSC Union 2010 Solingen .
Le club cesse son activité en 2012.

## Héritage
Depuis 2010, deux clubs se réclament comme successeur de l'Union Solingen, OFC Solingen devenu en 2018 le 1.FC Solingen puis en 2024 le 1.FC Sport-Ring Solingen et le BSC Union Solingen. Les deux clubs arborent les mêmes couleurs, le bleu et le jaune.
L'ancien stade de 18 000 places, le Stadion am Hermann-Löns-Weg, est fermé en 2010 avec la disparition du 1.FC Union Solingen puis démoli en 2018.

## Palmarès
- Champion de la Landesliga Niederrhein: 1969, 2000.
- Champion de l’Amateurliga Niederrhein: 1973, 1975.
- Champion de la Verbandsliga Niederrhein: 1994, 2002.

## Joueurs connus
- Erwin Kostedde